# 訃報 1971年12月
訃報 1971年12月（ふほう 1971ねん12がつ）では、1971年（昭和46年）12月中に物故した、又は物故が報じられた人物についてまとめる。

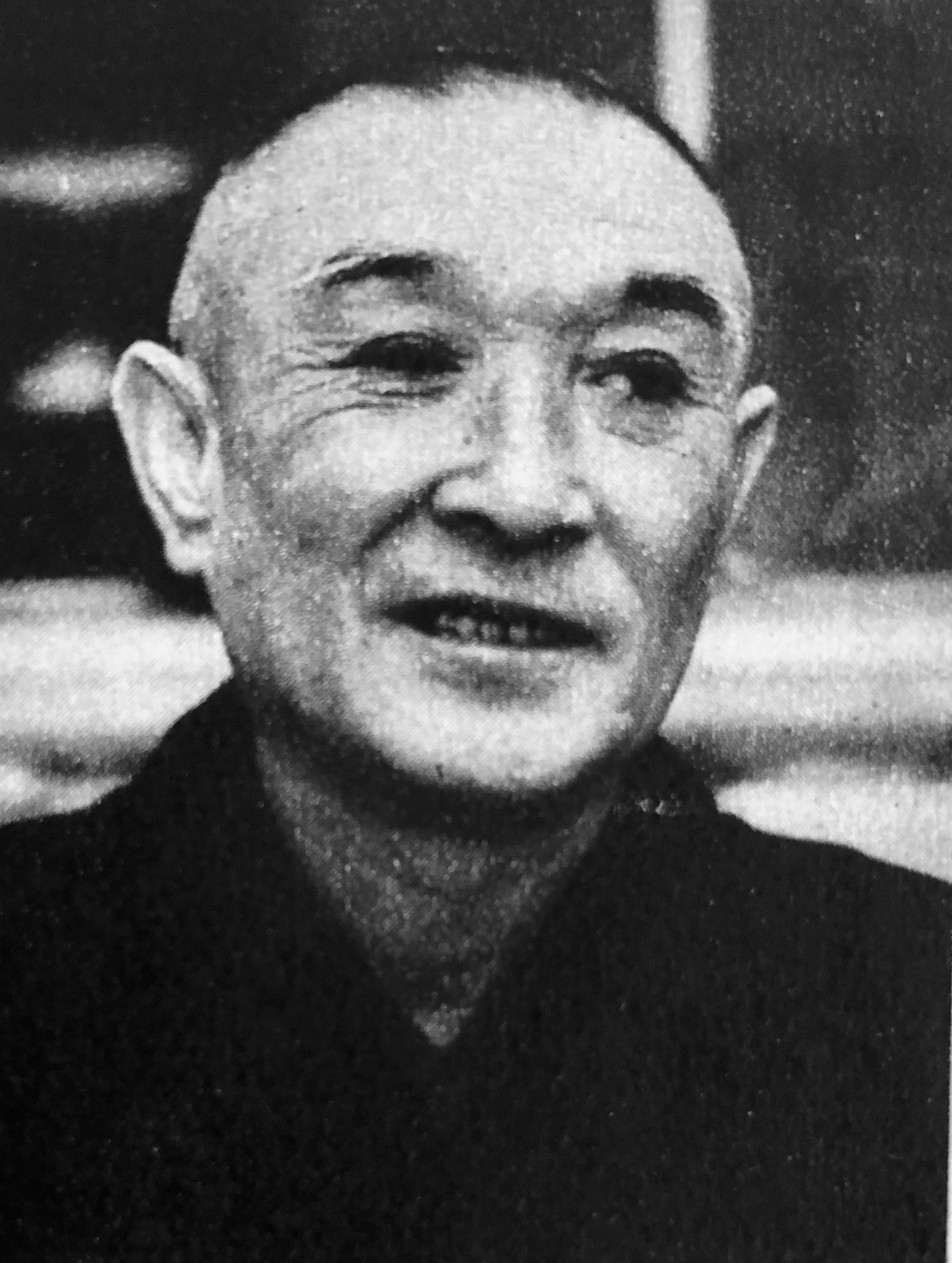
8代目桂文楽 / 12月12日没

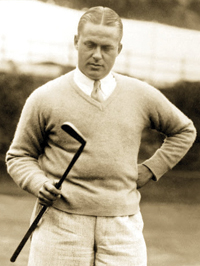
ボビー・ジョーンズ / 12月18日没

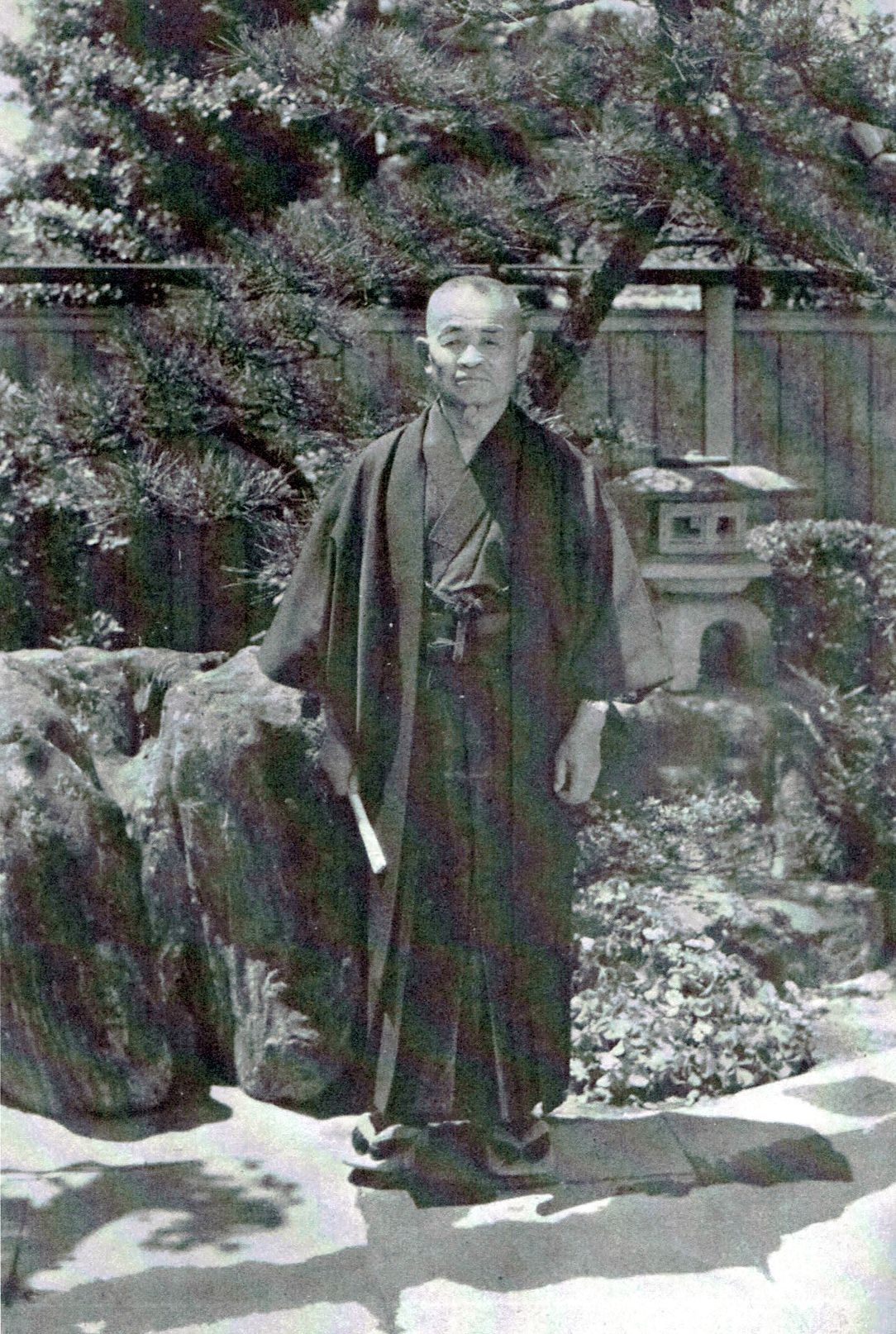
蟹江一太郎 / 12月20日没

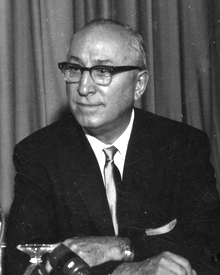
ロイ・O・ディズニー / 12月20日没

## （1日 - 15日）
- 12月1日 - 河井坊茶、俳優・歌手・放送タレント（* 1920年）
- 12月3日 - 久保種一、政治家（* 1885年）
- 12月4日 - マインラート・イングリーン、小説家（* 1883年）
- 12月4日 - 樋口敬七郎、陸軍軍人（* 1893年）
- 12月4日 - 重宗和伸、映画監督（* 1896年）
- 12月4日 - 鈴木俊隆、僧侶（* 1905年）
- 12月5日 - アンドレイ・アンドレーエフ、政治家（* 1895年）
- 12月7日 - 佐々木巌夫、柔道家・実業家（* 1907年）
- 12月7日 - 照美山英實、元大相撲力士（* 1930年）
- 12月9日 - ラルフ・バンチ、政治学者（* 1903年）
- 12月9日 - 田辺三重松、風景画家（* 1897年）
- 12月10日 - 四方山径、俳人・随筆家（* 1904年）
- 12月11日 - モーリス・マック・マクドナルド、マクドナルド創業者（* 1902年）
- 12月11日 - 山中辰四郎、政治家（* 1889年）
- 12月12日 - デイヴィッド・サーノフ、実業家（* 1891年）
- 12月12日 - 8代目桂文楽、落語家 （* 1892年）
- 12月12日 - 伊井弥四郎、労働運動家（* 1905年）
- 12月13日 - ディタ・パルロ、女優（* 1906年）
- 12月14日 - 谷崎精二、英文学者・小説家（* 1890年）
- 12月15日 - 青柳瑞穂、仏文学者・詩人・美術評論家（* 1899年）

## （16日 - 31日）
- 12月16日 - 葉室直躬、華族・神職（* 1895年）
- 12月16日 - 松本芳翠、書家（* 1893年）
- 12月16日 - 熊沢復六、ロシア文学者（* 1899年）
- 12月18日 - ボビー・ジョーンズ、ゴルファー（* 1902年）
- 12月18日 - 佐藤尚武、外交官（* 1882年）
- 12月18日 - 大杉繁、農学者（* 1885年）
- 12月19日 - 三品彰英、歴史学者（* 1902年）
- 12月20日 - ロイ・O・ディズニー、ウォルト・ディズニーの兄（* 1893年）
- 12月20日 - 蟹江一太郎、実業家・カゴメ創業者（* 1875年）
- 12月21日 - 滝川太郎、絵画鑑定家・画家（* 1903年）
- 12月22日 - 林寛、俳優（* 1905年）
- 12月22日 - フレッド・ガイ、ジャズ・バンジョー奏者・ギタリスト（* 1897年）
- 12月22日 - 謝冠生、政治家・法学者（* 1897年）
- 12月23日 - 塩入亮忠、天台宗の僧・仏教学者（* 1889年）
- 12月26日 - 伊藤音次郎、民間航空のパイオニア（* 1891年）
- 12月26日 - 下飯坂潤夫、裁判官・最高裁判所判事（* 1894年）
- 12月26日 - 黒田乙吉、評論家・ロシア評論家・新聞記者（* 1888年）
- 12月28日 - マックス・スタイナー、映画音楽作曲家（* 1888年）
- 12月28日 - 飯野矢住代、モデル・タレント（* 1950年）
- 12月28日 - 内山賢次、翻訳家（* 1889年）
- 12月28日 - バート・ジレット、映画監督（* 1891年）
- 12月29日 - 三升家小勝 (6代目)、落語家（* 1908年）
- 12月29日 - 友ノ浦喬次、元大相撲力士（* 1893年）
- 12月30日 - 平木信二、経営者・元リッカーミシン社長（* 1910年）
- 12月31日 - ジェームズ・スティーヴンス、著述家・作曲家（* 1892年）